# Лодки беженцев в Швецию
Лодки беженцев в Швецию — акция по эвакуации латвийских беженцев Латвийским Центральным Советом (LCP), с территории Латвии, оккупированной немецкой армией, (Генеральный округ Латвия и Курляндский котёл в 1944—1945 гг.), позднее с территории занятой Красной Армией Курземе (Латвийская ССР, май-август 1945 г.). Из более чем 4500 беженцев, прибывших в Швецию, 2077 прибыли на частных лодках, а 2541 — на лодках, организованных LCP. Среди них было не менее 957 человек, которые достигли Готланда в 37 перевозках на лодках с помощью шведской стороны, и около 700 беженцев перевезли по крайней мере 18 лодок, финансируемых американцами.
Эдуард Андерсонс и Леонидс Силиньш и группа связи LCP в Вентспилсе, которую первоначально возглавлял инженер Артурс Арнитис, а затем электромеханик Карлис Фришенфелдс, играли особую роль в организации акции секретных лодок беженцев. В конце войны Валдемарс Гинтерс, представитель LCP в Курземе, сотрудничал с Вентспилсской группой связи, а Валентина Яунземе и Адолфс Андерсонс участвовали в шифровании секретных радиосообщений.

## История
Первый известный побег из оккупированной немцами Курземе в Готланд произошел 23 декабря 1942 года. В 1943 году три частных лодки для беженцев из Вентспилса и Лиелирбе достигли Швеции. Организованное перемещение беженцев началось в начале 1944 года, когда председатель Центрального совета Латвии (LCP) Константинс Чаксте 26 февраля назначил Леонида Силиньша секретарем иностранной делегации LCP. После начавшегося 15 июля 1944 года освобождения Красной Армией Латвийской ССР в сотрудничестве с посланником Латвии в Стокгольме Волдемарсом Салнайсом в Стокгольме основали администрацию Фонда спасения граждан Латвии, сотрудничающую со Шведским штабом обороны и Комитетом по делам военных беженцев США. Когда 9-10 октября 1944 г. Красная Армия вышла к Балтийскому морю недалеко от Мемеле, на осажденной территории Курземе находилась не только группа армий «Север», но и десятки тысяч беженцев. В августе 1944 года нелегальное движение на лодках стало массовым, достигнув своего пика в сентябре и октябре.
После того как советская армия заняла Ригу 13 октября 1944 года, LCP первоначально перенесла свою деятельность в Курземе. После отъезда в Швецию 1 ноября второго председателя LCP Вернера Тепфера, Валдемарс Шинтерс взял на себя управление LCP в Курземе. Исполняющий обязанности президента Латвии Паулс Калниньш попытался прибыть в Швецию на лодке для беженцев «Гулбис», но она была перехвачена немецким катером и доставлена в Данциг. Только части LCP и её членов комиссии удалось добраться до Швеции. В день капитуляции Германии 8 мая 1945 года многие члены LCP вышли в море с пароходом «Рота», но военные корабли СССР под Готландом задержали его и отвезли часть беженцев в советские фильтрационные лагеря. В свою очередь Валдемарс Гинтерс и несколько других членов LCP достигли Готланд на лодке «Лига» 9 мая. В середине мая были арестованы те члены LCP, которые ожидали лодок в Юркалне.
Переправы лодок для беженцев продолжались и после капитуляции немецких войск 8 мая 1945 года. После капитуляции Курляндского котла часть солдат Латышского легиона рассредоточилась в лесах и также попыталась добраться до Швеции на лодках для беженцев. В июне среди активистов LCP в Вентспилсе произошли обширные аресты, и поездки на лодках беженцев в Швецию замедлились, последняя лодка, организованная LCP, покинула Курземе утром 13 июня.
16 мая 1946 года в Риге состоялось заседание Военного трибунала Министерства внутренних дел Латвийской ССР, на котором были преданы суду Артурс Арнитс, Янис Шмитс, Волдемарс Межакс, Альбертс Клибинис, Эрнестс Приедитис и Лаймонис Петерсонс. Им были вынесены приговоры к лишению свободы на срок до 25 лет. Шмидт умер в тюрьме, в то время как Эдуардс Андерсонс, которого судили отдельно в августе, был приговорен к смертной казни.

## Память
- В 2001 году вышел художественный фильм телевидения Швеции «Последняя лодка на Юркалне» (Sista baten till Jurkalne), режиссёр Олле Хагер.
- В 2013 году Всемирная ассоциация свободных латышей (PBLA) вручила свой приз Валентине Ласмане, за документальный фильм о лодках для беженцев[5].